# 马尔雪
马尔雪（法語：Marcieu，法語發音：[maʁsjø]）是法国伊泽尔省的一个市镇，位于该省南部，属于格勒诺布尔区。

## 地理
马尔雪（44°54'53"N, 5°41'23"E）面积11.97 平方千米，位于法国奥弗涅-罗讷-阿尔卑斯大区伊泽尔省，该省份为法国东南部内陆省份，北起顺时针与安省、萨瓦省、上阿尔卑斯省、德龙省、阿尔代什省、卢瓦尔省和罗讷省。
与马尔雪接壤的市镇（或旧市镇、城区）包括：锡纳尔、特雷福尔、阿维尼奥内、迈尔-萨韦勒、拉莫特圣马尔坦。
马尔雪的时区为UTC+01:00、UTC+02:00（夏令时）。

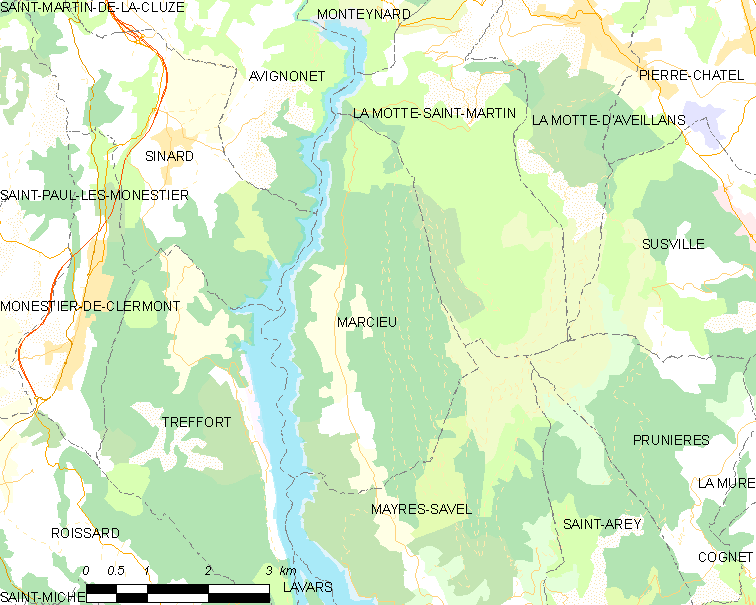
马尔雪的OSM定位图

## 行政
马尔雪的邮政编码为38350，INSEE市镇编码为38217。

## 政治
马尔雪所属的省级选区为马泰西讷-特列沃县。

## 人口

1962-2008年间马尔雪人口变化图示

马尔雪于2022年1月1日时的人口数量为68人。

## 交通
伊泽尔省省道D116线经过马尔雪。